# Сеславины
Сеславины (Сеславские) — древний русский дворянский род.
Род внесен в VI часть Дворянской родословной книги Тверской и Санкт-Петербургской губерний.

## История рода
Известные на данный момент наиболее ранние из сохранившихся упоминаний в документальных источниках о различных представителях рода относятся к XV веку. Представители рода владели землями в Полоцке, Новгороде и Пскове. Позднее — в Москве. В более позднее время, с начала XVII века — в основном в Ржевском уезде, затем также в Вышневолоцком уезде Тверской губернии.

## Известные представители
- Семён Васильевич Сеславин (он же — Всеславин, Всеславский), (1491—1498) — в Новгороде. Владел поместьями во Пскове (1510)[3][5].
- Иван Пузиков Всеславин, середина XVI в. — в Дмитрове[3].
- Иван Сеславин, помещик Шелонской пятины, выкуплен из польского плена (1585)[6].
- Иван Яковлевич Сеславин, владел поместьями во Пскове (1600)[5].
- Павел Сеславин (он же — Сеславской) — воевода в Изборске (1614 и 1616)[5][7].
- Воин Сеславин - псковский дворянин, убит поляками под Смоленском (1634)[5].
- Илларион Семёнович Сеславин, помещик Ржевского уезда (1624), постригся в монахи (1642)[5][8].
- Никита Степанович Сеславин родился 15 сентября 1757 года в сельце Богородино Ржевского уезда Ржевской десятины (приход Никольский, что на реке Сишке. Сегодня сельцо Богородино является частью деревни Кокошкино Ржевского района Тверской области). Подпоручик, Управитель в Крестецкой ямской слободе Ямской канцелярии на тракте Санкт-Петербург-Москва (село Крестцы, Крестецкая Ямская слобода, Крестецкий уезд, Новгородская губерния), служил здесь до 1781 года. Указом императрицы Екатерины II от 26 августа 1781 года Ямская канцелярия была упразднена. Вместо ямских станов создаются конно-почтовые станции, подчиняющиеся уездным почтовым конторам. Поручик — судья Нижней расправы города Волоколамск Московской губернии (с 1784 по 1795 годы), в 1796 году — судья Нижней расправы города Ржев Тверской губернии, с 1797 года по 1801 годы — на гражданской службе (в отставке, жил в родовом имении в селе Есемово Ржевского уезда), городничий во Ржеве (с 1802 по 1816 годы), надворный советник (с 31 декабря 1807 года), командир отряда ржевских ополченцев в Отечественной войне 1812 года[9][10]. Никита Степанович Сеславин умер 25 марта 1816 года от «каменной» болезни. Отпевался в Успенском Соборе города Ржева. Погребен при Никольской церкви, что на реке Сишке (ныне - это территория деревни Кокошкино Ржевского района Тверской области). Могила не сохранилась.
  - Николай Никитич Сеславин, (1777—1856), полковник артиллерии, кавалер боевых орденов, статский советник, был городничим города Вышнего Волочка Тверской губернии в периоды с 1809 по 1813 годы и с 1817 по 1821 годы. Участник войн с Францией 1805 и 1806—1807 годов, отличился в сражении под Аустерлицем. Герой Отечественной войны 1812 года. Участвовал в освобождении Восточной Пруссии, в осаде крепости Данциг. Николай Никитич Сеславин родился, вероятно, в 1777 году в селе Крестцы Крестецкого уезда Новгородской губернии, где до 1781 года его отец в чине подпоручика служил в должности Управителя Крестецкой Ямской слободы Ямской канцелярии на тракте Санкт-Петербург-Москва. Умер 05 декабря 1856 года от "водяной» болезни, отпевался в Петропавловской церкви города Вышнего Волочка Тверской губернии, погребен 09 декабря 1856 года на погосте церкви села Млёво ныне Удомельского района Тверской области[9][11]. Здесь же позже были погребены его супруга и дети.
    - Александр Николаевич Сеславин, (1820 — после 1870), генерал от инфантерии[12][13].
    - Константин Николаевич Сеславин, (род. 1828), инженер путей сообщения, действительный статский советник.
    - Нил Николаевич Сеславин, (1834—1875), военный инженер, служил в управлении путей сообщения, на Царскосельской железной дороге. Ценитель искусства, опекун (приемный отец) В. В. Андреева — знаменитого музыканта-виртуоза, организатора и руководителя первого в России оркестра русских народных инструментов (основан в 1888, с 1896 — Великорусский оркестр). Покоится на Митрофаниевском кладбище в Петербурге[14].

  - Александр Никитич Сеславин, (1780—1857), генерал-майор, герой Отечественной войны 1812 года и Заграничного похода русской армии 1813—1814 годов[9][10][15][16]. Александр Никитич Сеславин родился, вероятно, в августе 1780 года в селе Крестцы Крестецкого уезда Новгородской губернии, где до 1781 года его отец в чине подпоручика служил в должности Управителя Крестецкой Ямской слободы Ямской канцелярии на тракте Санкт-Петербург-Москва. Умер 25 апреля 1857 года от апоплексического удара (инсульт). Был погребен на погосте Никольской церкви, что на реке Сишке Ржевского уезда. Сегодня погост этой церкви находится на территории деревни Кокошкино Ржевского района Тверской области. Могила сохранилась.
    -       - Илья Дормидонович Сеславин, (1872 — ок.1924), князь, внук предыдущего, офицер Русской Императорской армии.
        - Георгий Ильич Сеславин, (1920—2004), князь, сын предыдущего, участник Великой Отечественной войны.

      - Иван Дормидонович Сеславин, (1887—1943), князь, труженик тыла и активный участник партизанского движения в Ржевском районе Калининской области в период Великой Отечественной войны.

  - Фёдор Никитич Сеславин, (1782—1858), надворный советник, офицер артиллерии, кавалер боевых орденов. Герой Отечественной войны 1812 года и Заграничного похода русской армии 1813—1814 годов. Покоится на Волковом кладбище в Петербурге[10].
  - Сергей Никитич Сеславин, (род. ок.1786), поручик, офицер артиллерии, кавалер боевых орденов. Герой Отечественной войны 1812 года и Заграничного похода русской армии 1813—1814 годов.
- Николай Герасимович Сеславин, (род. 1759), коллежский советник, городничий Рождествено, тысячный начальник Тверского ополчения в Отечественной войне 1812 года, ржевский уездный предводитель дворянства[2][17].
  - Дмитрий Николаевич Сеславин, (ок.1790 — 1860), инженер-подполковник. Покоится на Смоленском кладбище в Петербурге.
- Николай Романович Сеславин, капитан-лейтенант Русского Императорского флота, георгиевский кавалер (№ 2356, 26 ноября 1811 года)[17].
- Георгий Александрович Сеславин, (ок.1867 — ок.1904), выпускник Императорского Московского университета, коллежский асессор, служил в Канцелярии Комитета Министров, в Канцелярии Министерства Императорского двора и уделов, кавалер ордена Св. Станислава 3-й степени и Св. Анны 3-й степени.
- Константин Павлович Сеславин, подполковник Русской Императорской армии. В период с 15 (28) по 17 (30) января 1918 года, трагически известный как «Варфоломеевские ночи Евпатории», арестован в числе прочих офицеров в Евпатории и публично подвергнут революционными матросами показательной массовой изуверской расправе на гидрокрейсере «Румыния», на глазах собственной жены, сына и жителей города[18][19][20][21].
- Эсмеральда Сеславина (фр. comtesse Esmeralda de Seslavine), дочь N.N. Сеславина, иммигрировавшего в Европу, актриса. В 1942 году в Испании вышло два кинофильма с её участием — комедия Счастливчик (Fortunato) и короткометражный фильм Ностальгия (Nostalgia).

## Описание герба
Определением Правительствующего Сената в 1851 году Николаю Никитичу Сеславину и его потомству был утверждён герб.

В лазуревом щите, золотая опрокинутая в столб стрела, сопровождаемая по бокам двумя серебряными Мальтийскими крестами, а в оконечности — золотою подковою шипами вверх. Щит увенчан Дворянским коронованным шлемом. Нашлемник: три лазуревых страусовых пера, из коих среднее обременено золотою о шести лучах звездою. Намёт: лазуревый с золотом. Щитодержатели: два рыцаря в серебряных латах, с серебряными перьями на шлемах; правый рыцарь держит в руке серебряный с золотою рукоятью меч. Девиз: «Горжусь предками», золотыми буквами на лазуревой ленте.

Герб внесён в Часть 18 Общего Гербовника дворянских родов Всероссийской Империи, стр. 16.